# كاديم ألين
كديم فرانك ألين (من مواليد 15 يناير 1993) هو لاعب كرة سلة أمريكي محترف لعب آخر مرة في نادي الشباب العلماني لبورغ-أون-بريس من الدوري الفرنسي لكرة السلة الدرجة الأولى. وقد تم إختياره مع الإختيار 53 من مسودة NBA 2017 من قبل بوسطن سيلتيكس.